# Révolte juive contre Héraclius
Pour les articles homonymes, voir Révolte juive.
La révolte juive contre Héraclius s'inscrit dans le cadre de la guerre byzantine-sassanide de 602-628 et est considérée comme la dernière tentative juive d'obtenir l'autonomie en Palaestina Prima avant l'époque moderne.

## Historique
Après la bataille d'Antioche en 613, le souverain perse Schahr-Barâz conduit ses forces à travers les provinces de Palaestina Secunda et de Palaestina Prima:123. En 614, Schahr-Barâz conquiert Césarée Maritima, la capitale administrative de la province de Palaestina Prima:206. L'armée perse renforcée par les forces juives dirigées par (en)Néhémie ben Hushiel et (en)Benjamin de Tibériade s'empare bientôt de Jérusalem sans résistance:207. Après seulement quelques mois, une révolte chrétienne se produit. Néhémie ben Hushiel et son conseil de seize personnes sont tués ainsi que de nombreux autres Juifs, certains se jetant du haut des murs de la ville :69–71,:169. Les chrétiens parviennent à reprendre brièvement la ville avant que les murs ne soient percés par les forces de Schahr-Barâz qui assiègent la ville:207. Selon l'évêque et historien arménien Sébéos, le siège a fait 17 000 morts parmi les chrétiens:207. Des sources chrétiennes ont par la suite exagéré l'ampleur du massacre, affirmant que le nombre de morts atteignait 90 000 :207–208. En outre, 35 000 ou 37 000 personnes, dont le patriarche Zacharie, auraient été déportées en Mésopotamie :69–71:123,. On dit que la ville a été réduite en cendres. Toutefois, les archives archéologiques ne font état ni d'incendies généralisés ni de destructions d'églises,.
Des bandes de Juifs de Jérusalem, de Tibériade, de Galilée, de Damas et même de Chypre s'unissent et entreprennent une incursion contre Tyr, après avoir été invités par les 4 000 habitants juifs de cette ville à surprendre et à massacrer les chrétiens pendant la nuit de Pâques. L'armée juive aurait compté 20 000 hommes. L'expédition échoua, car les chrétiens de Tyr, informés du danger imminent, prirent en otage les 4 000 Juifs tyriens. Les envahisseurs juifs détruisent les églises autour de Tyr, ce dont les chrétiens se vengent en tuant deux mille de leurs prisonniers juifs. Les assiégeants se retirent pour sauver les prisonniers restants. Les Juifs avaient espéré que Khosro II leur donnerait toute la Terre d'Israël en échange de leur soutien. En 617 de notre ère, les Perses avaient inversé leur politique et pris le parti des chrétiens au détriment des Juifs, probablement en raison de la pression exercée par les chrétiens mésopotamiens en Perse même:208,.
En 622, l'empereur byzantin Héraclius rassemble une armée pour reprendre le territoire perdu au profit de l'empire sassanide . En 628, après la déposition de Khosrau II, l'empereur sassanide Kavadh II fait la paix avec Héraclius, mais Kavadh II n'a qu'un règne court. On raconte que Benjamin, homme d'une immense richesse et l'un des chefs de la révolte manquée, accompagna Héraclius dans son voyage à Jérusalem, fut persuadé de se convertir et obtint un pardon général pour lui-même et les Juifs. Le 21 mars 630, l'empereur Héraclius entre en triomphe à Jérusalem avec la Vraie Croix. Un massacre général de la population juive s'ensuit,. Le massacre dévaste les communautés juives de Galilée et de Jérusalem,,. Seuls les Juifs qui ont pu fuir dans les montagnes ou en Égypte auraient été épargnés:38.
Les travaux archéologiques ne confirment pas les sources écrites. Celles-ci affirment que le conflit a donné lieu à des massacres de grande ampleur perpétrés contre les communautés chrétiennes et juives de Jérusalem et à la destruction des églises de la ville (voir ci-dessous ).

## Impact démographique
Certains historiens pensent que la guerre a affaibli la population chrétienne et l'a réduite, non seulement à Jérusalem mais dans tout le Proche-Orient, ce qui a permis le succès de l'invasion arabe qui a suivi. Cependant, au cours des trente dernières années, les preuves archéologiques n'ont pas confirmé les manuscrits anciens qui font état de la dévastation de la communauté chrétienne de Jérusalem:353.
Jérusalem aurait été incendiée. Toutefois, les archives archéologiques ne font état ni d'incendies généralisés ni de destructions d'églises,. Malgré les affirmations de destruction à grande échelle, les preuves archéologiques ne révèlent pas de couches de destruction associées à la conquête perse. On n'a pas non plus trouvé de preuves tangibles de la destruction massive d'églises.
Un nombre important de sites funéraires ont été attribués selon Strategius. En 1989, l'archéologue israélien Ronny Reich a découvert une fosse commune dans la grotte de Mamilla près du site où Strategius a indiqué que le massacre avait eu lieu. Les restes humains étaient en mauvais état et contenaient au minimum 526 individus. D'autres sites d'inhumation massive ont également été découverts, mais ils ne peuvent être datés avec précision de la conquête perse de Jérusalem. Cependant, les fouilles de Jérusalem montrent une habitation continue dans les quartiers de Jérusalem et essentiellement peu d'impact sur la population pendant la période de la gouvernance perse. Comme l'a déclaré l'archéologue Gideon Avni:
... tous les sites fouillés à Jérusalem montrent un schéma clair de continuité, sans aucune preuve de destruction par la conquête perse de 614 ou la conquête arabe de 636.
La continuité démographique pourrait résulter d'un échange de population par les rebelles juifs victorieux, mais apparemment l'habitat chrétien est resté relativement constant, malgré les perturbations causées par la conquête perse, et il n'y a pas eu d'impact significatif sur la population de Jérusalem au cours de la période suivante de domination sassanide,:353.

## Contexte
Les Juifs et les Samaritains sont fréquemment persécutés par les Byzantins (Romains de l'Est), ce qui entraîne de nombreuses révoltes. La propagande religieuse byzantine développe de forts éléments anti-juifs :lxiii, 195 :81–83, 790–791. Dans plusieurs cas, les Juifs tentent de soutenir l'avancée des Sassanides. Un pogrom à Antioche conduit à une révolte juive en 610 qui est écrasée. Les Juifs se révoltent également à Tyr et à Acre en 610. Les Juifs de Tyr sont massacrés en représailles. Contrairement à l'époque où les Juifs avaient soutenu les chrétiens dans la lutte contre Shapour Ier, les Byzantins sont désormais considérés comme des oppresseurs:122.
Le territoire aurait compté une importante population juive indigène à cette époque. James Parkes pense qu’il y avait 200 000 juifs qui y vivaient et si 10% de la population juive s'est jointe à la révolte, alors le chiffre de 20 000 rebelles est correct:65. De même, Michael Avi-Yonah utilise le chiffre des combattants juifs pour parvenir à une estimation de la population juive totale. Il donne un chiffre de 150 000 à 200 000 personnes vivant dans 43 colonies juives. Salo Wittmayer Baron a mis en doute la fiabilité du nombre de combattants juifs figurant dans les textes anciens et des estimations de population basées sur ces textes, sans pour autant rejeter totalement l'estimation. Il estime que les 43 colonies juives répertoriées par Avi-Yonah peuvent en effet justifier une présence juive minoritaire de 10 à 15 %. Jacob Neusner accepte également cette estimation:124. En 1950, Israël Cohen a donné une estimation double de ces valeurs, estimant qu'entre 300 000 et 400 000 Juifs se trouvaient dans le pays. Plus récemment, Moshe Gil a émis l'hypothèse que la population juive et samaritaine combinée était majoritaire au début du VIIe siècle.
On pense que les Juifs étaient concentrés en Galilée à cette époque. La Galilée aurait compté plusieurs villes qui auraient été peuplées en grande partie par une population juive homogène, Tibériade étant un centre d'enseignement juif. En fait, le titre du Talmud de Jérusalem est en quelque sorte une erreur d'appellation, puisqu'il a été compilé à Tibériade, les Juifs étant interdits de séjour à Jérusalem.

## Chronologie

### Galilée et Césarée
Après la bataille d'Antioche en 613, Schahr-Barâz conduit ses forces à travers la Palaestina Secunda et dans les provinces de la Palaestina Prima:123. Schahr-Baraz conquiert Césarée Maritima, la capitale administrative de la province de Palaestina Prima:206. Lorsque Schahr-Baraz entre en Galilée, une importante révolte juive a lieu et quelque 20 000 rebelles juifs se joignent à lui dans la guerre contre les Byzantins:123,. Selon les chroniqueurs, 20 000 ou 26 000 rebelles juifs se joignent à lui dans la guerre contre les Byzantins:81.
Les Perses sassanides sont rejoints par Néhémie ben Hushiel et Benjamin de Tibériade (un homme d'une immense richesse), qui enrôlent et arment des soldats juifs de Tibériade, de Nazareth et des villes montagneuses de Galilée, et, avec une bande d'Arabes et d'autres Juifs des régions méridionales du pays, ils marchent sur Jérusalem.

### Prise de Jérusalem
L'armée perse, renforcée par les forces juives dirigées par (en)Néhémie ben Hushiel et Benjamin de Tibériade, s'empare de Jérusalem sans résistance:207.
La prise de Jérusalem a été interprétée par les auteurs juifs dans un contexte messianique. Il se peut même que des sacrifices aient été renouvelés sur le Mont du Temple :168–169. Le contrôle de la ville est confié à Néhémie ben Hushiel et Benjamin de Tibériade. Néhémie est alors nommé gouverneur de Jérusalem. Il commence à prendre des dispositions en vue de la construction du Troisième Temple et à établir des généalogies en vue de la création d'un nouveau grand sacerdoce.

### Rébellion chrétienne
Quelques mois plus tard, une révolte chrétienne se produisit. Néhémie ben Hushiel et son conseil de seize justes sont tués, ainsi que de nombreux autres Juifs, certains se jetant du haut des murs de la ville :69–71,:169.
Après l'explosion de violence à Jérusalem, les Juifs survivants s'enfuient vers le campement de Schahr-Baraz à Césarée. Les chrétiens parviennent à reprendre temporairement la ville avant que les murs ne soient percés par les forces de Schahr-Baraz, qui l'assiègent:207. Les sources varient sur la durée du siège qui a duré 19, 20 ou 21 jours.
Selon l'évêque et historien arménien Sébéos, le siège fait 17 000 morts parmi les chrétiens:207, 4 518 prisonniers sont massacrés près du réservoir de Mamilla par Antiochos Stratègios. James Howard-Johnston soutient que le massacre s'est produit dans le contexte du retour des Juifs qui tentaient de rassembler les chefs de cercle qui avaient mené le pogrom précédent :207–208. Les sources chrétiennes ont par la suite exagéré l'ampleur du massacre, affirmant un nombre de morts allant jusqu'à 90 000 :207–208. En outre, 35 000 ou 37 000 personnes, dont le patriarche Zacharie, auraient été déportées en Mésopotamie :69–71:123,. On dit que la ville a été incendiée. Cependant, aucun incendie généralisé ni aucune destruction d'églises n'ont été découverts dans les archives archéologiques,. La recherche de la Vraie Croix aurait impliqué la torture d'ecclésiastiques:207. Une fois trouvée, la Vraie Croix fut emportée à Ctésiphon.
Contrairement à Sebeos, Antiochos utilise un langage polémique :206–207, 195. Antiochos écrit que les Juifs ont proposé d'aider les captifs chrétiens à échapper à la mort s'ils « deviennent Juifs et renient le Christ ». Ils ont refusé. En colère, les Juifs achètent alors des chrétiens pour les tuer. Un nombre important de lieux de sépulture ont été attribués selon Antiochos. En 1989, l'archéologue israélien Ronny Reich a découvert une fosse commune dans la grotte de Mamilla, près du site où Antiochos a consigné le massacre. Les restes humains étaient en mauvais état et contenaient au moins 526 individus.

### Expédition juive à Tyr
Selon Eutychius (887-940), les Juifs ont lancé une expédition contre Tyr :39–40. Des bandes de Juifs de Jérusalem, de Tibériade, de Galilée, de Damas et même de Chypre s'unissent et entreprennent une incursion contre Tyr, après avoir été invités par les 4 000 habitants juifs de cette ville à surprendre et à massacrer les chrétiens dans la nuit de Pâques. L'armée juive aurait compté 20 000 hommes. L'expédition échoue, car les chrétiens de Tyr, informés du danger imminent, prirent en otage les 4 000 Juifs tyriens. Les envahisseurs juifs détruisent les églises autour de Tyr, ce dont les chrétiens se vengent en tuant deux mille de leurs prisonniers juifs. Les assiégeants, pour sauver les prisonniers restants, se retirent, après avoir subi l'humiliation de voir les têtes des captifs juifs jetées par-dessus les murailles:37.

### Contrôle juif de Jérusalem
Les Juifs avaient espéré que Khosrau II leur donnerait toute la Terre d'Israël en échange de leur soutien. en échange de leur soutien. Cependant, ils étaient trop peu nombreux pour que cela devienne une réalité:124. Pendant un certain temps, ils auraient joui d'une domination relative à Jérusalem, bien que la ville ait pu se trouver dans un état d'anarchie :208–209. En 617 de notre ère, les Perses avaient inversé leur politique et pris le parti des chrétiens au détriment des juifs, probablement en raison de la pression exercée par les chrétiens mésopotamiens en Perse même:208,. D'autres colons juifs se virent interdire de s'installer à Jérusalem ou dans ses environs et une petite synagogue située sur le Mont du Temple fut également démolie :209–210. Au lieu de soutenir les Juifs, Khosrau leur aurait imposé de lourdes taxes,:37.

### Retour des Byzantin à Jérusalem
En 622, l'empereur byzantin Héraclius avait rassemblé une armée pour reprendre le territoire perdu au profit de l'empire sassanide. En 628, après la déposition de Khosrau II, Kavadh II fait la paix avec Héraclius, mais il n'aura qu'un règne bref. La ville conquise et la Croix resteront aux mains des Sassanides jusqu'à leur restitution par Shahrbaraz. Le 21 mars 630, Héraclius marche en triomphe sur Jérusalem avec la Vraie Croix. Des manuscrits anciens datent l'entrée d'Héraclius à Jérusalem le 21 mars 629. Les chercheurs modernes doutent de plus en plus de cette date pour un certain nombre de raisons.

#### Datation du retour byzantin
Walter Emil Kaegi situe la mort de Kavadh II en septembre 629:187. La succession perse entre 628 et 632 devient confuse et différents historiens donnent des calendriers de succession différents:117. Dans la période qui suit la mort de Kavadh II, jusqu'à six personnages différents auraient régné, à savoir Ardashir III, Shahrbaraz, Borandukht, Shapur-i Shahrvaraz, Azarmidokht et Farrukh Hormizd. Les négociations se poursuivent, Shahrbaraz étant le véritable pouvoir. Antiochus rapporte qu'Héraclius a conclu un accord avec Ardashir III, Shahrbaraz agissant en tant qu'intermédiaire:187. Nicéphore donne une date de juillet 629 à Arabissos:185. Walter Emil Kaegi considère que cette réunion de juillet 629 représente une négociation antérieure avec Shahrbaraz avant la mort de Kavadh II:187. Nikephoros a exagéré et brouillé les pistes en affirmant que Hormizd avait succédé à Kavadh II. Il prétend que Hormizd a envoyé son fils à la cour d'Héraclius:185.
Héraclius se trouve à Constantinople en 629 où il publie une « nouvelle », ou loi, qui entre en vigueur le 1er avril 629:186. À Arabissos, Héraclius et Shahrbaraz se mettent d'accord sur de nouvelles frontières:188. Pour sceller l'accord, le fils de Shahrbaraz, Niketas, let un autre de ses frères viennent vivre à la cour byzantine, après avoir été retenus pendant un certain temps en Mésopotamie centrale, pratiquement comme otages. Ils arrivèrent avec la Vraie Croix. La Sainte Éponge a été attachée à la croix lors d'une cérémonie spéciale à Constantinople le 14 septembre 629. La Sainte Lance a suivi, atteignant Constantinople le 28 octobre 629. Il est probable qu'à cette époque, Niketas se soit converti au christianisme ; comme il était l'héritier présomptif de son père, cela ouvrait la perspective de la christianisation de la Perse si Shahrbaraz parvenait à y maintenir son pouvoir :188–189, 206.
Héraclius n'aurait pas pénétré dans Jérusalem tant que des troupes perses  y étaient. Le frère d'Héraclius, Théodore, rencontre une résistance à Édesse et Héraclius ne s'expose pas à un danger similaire. Shahrbaraz fait assassiner Ardashir III et prend le contrôle de l'Empire perse du 27 avril 630 au 9 juin 630:185. La date de 630 aurait également l'avantage de correspondre à la date du jeûne d'Héraclius.

### Discours

#### Tentatives de réconciliation
Héraclius entre en vainqueur dans le pays et les Juifs de Tibériade et de Nazareth, sous la direction de (en)Benjamin de Tibériade , se rendent et demandent sa protection. On dit que Benjamin accompagne même Héraclius lors de son voyage à Jérusalem et que Benjamin est persuadé de se convertir ; il obtient un pardon général pour lui-même et pour les Juifs. Il est baptisé à Naplouse dans la maison d'Eustathios, un chrétien influent. Cependant, lorsque Héraclius atteint Jérusalem, il est persuadé de revenir sur la promesse faite à Benjamin de Tibériade. Selon Eutychius (887-940), la population chrétienne et les moines de Jérusalem convainc l'empereur de manquer à sa parole :48–49. Certains savants modernes attribuent l'histoire du « Serment d'Héraclius » au domaine de la légende, doutant qu'Héraclius ait jamais fait une telle promesse:38, ou considèrent sa prétendue réticence à rompre le serment comme un produit d'apologistes ultérieurs.

#### Massacre des Juifs
Les Juifs sont expulsés de Jérusalem et ne sont pas autorisés à s'installer dans un rayon de trois miles. Un massacre général de la population juive s'ensuivit,. Ce massacre a dévasté les communautés juives de Galilée et de Jérusalem,, . Seuls les Juifs qui ont pu fuir dans les montagnes ou en Égypte auraient été épargnés:38.
En expiation de la violation du serment de l'empereur envers les Juifs, les moines se seraient engagés à un jeûne annuel, toujours observé par les Coptes,,, appelé le jeûne d'Héraclius,,.

#### Politique de conversion d'Héraclius
En 628, Héraclius aurait annulé une décision prise par son frère qui aurait exterminé les Juifs d'Édesse pour avoir soutenu les Perses. Robert Bonfil estime que le revirement d'Héraclius en 630 ne peut être dissocié de la « question juive » et de la vision antijuive dans la pensée chrétienne de l'époque. Il considère que la décision est davantage fondée sur la politique que sur la religion :81–84. Héraclius est l'un des rares empereurs byzantins à avoir mené une campagne de conversion impériale. La rareté de ces campagnes serait due à des contraintes théologiques chrétiennes. Dans la littérature apocalyptique chrétienne, certains Juifs doivent rester jusqu'à la fin des temps afin d'être convertis au christianisme:878. Les théologiens chrétiens de l'époque avaient également d'autres raisons théologiques fondamentales de rejeter la conversion forcée des Juifs :84–85.
Selon une autre légende, les astrologues d'Héraclius lui auraient révélé qu'un peuple circoncis allait conquérir son empire. Héraclius entreprit de convertir de force les Juifs de l'Empire byzantin et aurait conseillé à son ami Dagobert, roi des Francs, de faire de même,.

## Conséquences
Après la défaite de l'Empire perse, le territoire ne restera pas longtemps entre les mains des Byzantins. En 638, les Arabes conquièrent Jérusalem. Césarée restera sous contrôle byzantin jusqu'en 640. L'empire arabo-islamique, sous la direction du calife Omar conquiert les terres de Mésopotamie, du Levant et de l'Égypte.

## Dans la littérature apocalyptique
Les événements de la lutte perse-byzantine dans le Levant et la conquête arabe qui s'ensuivit ont inspiré plusieurs écrits juifs apocalyptiques du début du Moyen Âge. Ils ont contribué à populariser l'idée d'un messie guerrier, le Messie ben Joseph, qui mourrait en ouvrant la voie au Messie ben David :168–171. Parmi ces écrits, on peut citer l'Apocalypse de Zorobabel, qui est partiellement attribuée aux événements survenus entre la conquête perse de la Palestine et la conquête musulmane de la Syrie qui a suivi.
La sibylle Tiburtine rapporte que les Juifs de l'Empire byzantin seraient convertis dans cent vingt ans, ce qui semble faire référence à ces événements, puisque cent vingt ans environ se sont écoulés entre l'époque de la guerre perse sous Anastase, en 505, et la victoire d'Héraclius en 628.Certains chercheurs voient des similitudes entre ces ouvrages chrétiens et leurs homologues juifs,.

## Voir également
- Liste des conflits au Proche-Orient
- Royaume de Juda (931-586)
- Yehoud (province de Babylone) (586-539)
- Yehoud Medinata (539-332), province achaménide
- Guerres judéo-romaines (66-136)
- Révolte juive contre Gallus (352)
- Révoltes samaritaines (484-572)
- Révolte juive contre Héraclius (602-608)